# Apotheosis (альбом)
Apotheosis — шестой студийный альбом венгерской пейган/блэк-метал-группы Bornholm, выпущенный 5 ноября 2021 года на лейбле Napalm Records. Альбом получил положительные оценки от критиков. Песни «I Am War God», «Spiritual Warfare» и «Black Shining Cloaks» были выпущены в качестве синглов. На них также были сняты клипы.

## История
В мае 2021 года Bornholm подписали контракт с лейблом Napalm Records. Тогда же стало известно о том, что коллектив начал работу над грядущим шестым студийным альбомом. По словам вокалиста и гитариста группы Sahsnot, «Последние два года мы работали как никогда усердно. За это время мир полностью изменился, но это нисколько не повлияло на нас. Мы начали работу над следующей пластинкой — самый трудный, долгий и запоминающийся период работы позади».
2 сентября того же года группа выпустила сингл «I Am War God». Режиссёром клипа выступил Юхан Боот (швед. Johan Bååth), ранее работавший с Watain. Группа объясняет: «Песня рассказывает о древнем инстинкте войны и уничтожении человечества, которое словно зубило в руке скульптора, формирует мир из века в век, когда приходит время. Воля — это единственная вещь, с помощью которой что-либо действительно создаётся, которая движет вещи вперёд… Воля против воли».
Второй сингл, «Spiritual Warfare», вышел 5 октября. «Она содержит библейские ссылки, абстрактные видения, ритуальную магию. За кулисами физического мира война идёт в основном между духовными силами, а реальная движущая сила остаётся на заднем плане», — комментирует Sahsnot.
4 ноября вышел третий сингл «Black Shining Cloaks». В качестве приглашённого музыканта в песне поучаствовал шведский гитарист Майк Вид, известный по работе с Mercyful Fate и King Diamond. По словам участников группы, «он один из самых почитаемых нами гитаристов».
Релиз альбома состоялся 5 ноября 2021 года. Запись и сведение проходили в студии SuperSize в Венгрии при участии Виктора Шеера, а мастеринг выполнил Маор Аппельбаум, который работал с такими группами, как Dream Theater, Annihilator, Mayhem, Abbath. Обложку нарисовал Sahnsot.
12 ноября того же года в ресторане Vokál Rock Bistro в Будапеште группа провела мероприятие, посвящённое выходу альбома. В рамках презентации состоялось прослушивание альбома, демонстрировались видеоклипы, фотографии периода записи пластинки и оригинальная версия обложки, журналистам были даны интервью, прошла автограф-сессия.

## Отзывы критиков
| Оценки критиков | Оценки критиков |
| Источник        | Оценка          |
| --------------- | --------------- |
| metal1.info     | [ 2 ]           |
| Metal Hammer    | [ 3 ]           |
| Rock Hard       | [ 9 ]           |

Альбом получил положительные отзывы от музыкальных критиков. Стефан Попп из metal1.info сравнил холодное и мелодичное настроение альбома с норвежской группой Dimmu Borgir; а атмосферные и тихие части с Bathory и Falkenbach. По его словам, «пластинка не является образцом выразительности: пока запоминаются определённые отрывки, проходит некоторое время». По его мнению, за исключением двух последних песен, на альбоме трудно найти какие-то отдельные яркие композиции; скорее пластинка в целом богата отдельными хорошими моментами. Мартин Виклер в рецензии для Metal Hammer пишет, что Bornholm «любят увязнуть в двухчастных гитарных мелодиях в ущерб запоминающимся хукам», но при этом назвал альбом «увлекательным» для фанатов жанра. Стефан Хаклендер из Rock Hard считает, что самая большая проблема пластинки заключается в том, что настроение полностью теряется, как только музыка набирает скорость. «В целом, это добротная работа без каких-либо ярких моментов», — пишет рецензент.

## Список композиций
| №                   | Название                            | Длительность |
| ------------------- | ----------------------------------- | ------------ |
| 1.                  | «I Divine»                          | 1:16         |
| 2.                  | «My Evangelium»                     | 6:02         |
| 3.                  | «Sky Serpents»                      | 6:50         |
| 4.                  | «The Key to the Shaft of the Abyss» | 1:47         |
| 5.                  | «Black Shining Cloaks»              | 5:23         |
| 6.                  | «Spiritual Warfare»                 | 4:50         |
| 7.                  | «Darkened Grove»                    | 7:01         |
| 8.                  | «To the Fallen»                     | 6:53         |
| 9.                  | «I Am War God»                      | 4:56         |
| 10.                 | «Apotheosis»                        | 5:26         |
| 11.                 | «Enthronement»                      | 2:08         |
| Общая длительность: | Общая длительность:                 | 52:32        |

## Участники записи
Bornholm
- Sahsnot — вокал, гитара, бас-гитара, клавишные
- D — ударные

Приглашённые музыканты
- Майк Вид[англ.] — гитара

Технический персонал
- Виктор Шеер — запись, сведение
- Маор Аппельбаум — мастеринг